# Elena Verdugo
Elena Angela Verdugo (ur. 20 kwietnia 1925 w Paso Robles w stanie Kalifornia, zm. 30 maja 2017 w Los Angeles) – amerykańska aktorka filmowa i telewizyjna.

## Życiorys
Urodziła się w mieście Paso Robles w stanie Kalifornia w rodzinie pochodzącej z Hiszpanii. Pierwszy raz na ekranie pojawiła się jako 6-latka w westernie Cavalier of the West (1931), gdzie gwiazdą był Harry Carey. Do filmu powróciła na dobre 10 lat później. Pierwszą ważniejszą rolę otrzymała w filmie Księżyc i miedziak (1942). W latach 40. zagrała w kilku filmach grozy wytwórni Universal (m.in. Dom Frankensteina (1944)) oraz niskobudżetowych filmach przygodowych klasy B (m.in.: Zgubione plemię, The Lost Volcano). W późniejszych latach związała się z telewizją; grała m.in. jedną z głównych ról w serialu medycznym Marcus Welby, lekarz medycyny.

## Życie prywatne
Była dwukrotnie zamężna. Po rozwodzie z pierwszym mężem; w 1972 poślubiła Charlesa Rosewalla. Pozostali małżeństwem do jego śmierci w 2012.
Jej jedyny syn, Richard zmarł na zawał serca w 1999 roku, w wieku 50 lat.

## Filmografia
- Cavalier of the West (1931) jako mała dziewczynka (filmowy debiut)
- Krew na piasku (1941) jako tancerka
- Belle Starr (1941) jako młoda dziewczyna
- Księżyc i miedziak (1942) jako Ata
- Tęczowa wyspa (1943) jako Moana
- Dom Frankensteina (1944) jako Ilonka
- The Frozen Ghost (1945) jako Nina Coudreau
- Mały gigant (1946) jako Martha Hill
- Pieśń o Szeherezadzie (1947) jako Fioretta
- Cyrano de Bergerac (1950) jako dziewczyna z pomarańczami
- Złodziej z Damaszku (1952) jako Neela
- Amerykanin na Riwierze (1968) jako Vera Wax
- Ironside (1967–1975; serial TV) jako Liz Cervantes (gościnnie, 1968)
- Marcus Welby, lekarz medycyny (1969-76; serial TV) jako Consuelo Lopez

## Nagrody i nominacje
Została nominowana do nagrody Złotego Globu i dwukrotnie do nagrody Emmy za rolę w serialu Marcus Welby, lekarz medycyny. Posiada swoją gwiazdę na Hollywoodzkiej Alei Gwiazd.